# Alexandra (miniserie televisiva)
Alexandra è una miniserie televisiva del 1993 diretto da Denis Amar. Si tratta di una coproduzione italo-franco-tedesca ambientata nella seconda metà del XIX secolo, durante la guerra franco-prussiana

## Trama
La principessa Alexandra von Bischern, moglie del duca Franz von Eisenstaedt, fugge con i figli piccoli, stanca di subire le violenze del marito, nascondendosi a Parigi, dove, sotto il nome di Jeanne Barbier comincia a lavorare come ricamatrice. A Parigi conosce e si innamora del conte Fabio di Mondragone.